# Сальница (приток Зуши)
Сальница — река в России, протекает по Орловской и Тульской областям. Устье реки находится в 8,4 км от устья Зуши по правому берегу. Длина реки составляет 11 км.

## Данные водного реестра
По данным государственного водного реестра России относится к Окскому бассейновому округу, водохозяйственный участок реки — Ока от города Орёл до города Белёв, речной подбассейн реки — бассейны притоков Оки до впадения Мокши. Речной бассейн реки — Ока.
Код объекта в государственном водном реестре — 09010100212110000018513.